# Таубин, Яков Григорьевич
Яков Григорьевич Таубин (1900, Пинск, Минская губерния — 28 октября 1941, Куйбышев) — советский конструктор артиллерийского вооружения, создатель автоматического гранатомёта. 28 октября 1941 года расстрелян (). После смерти И. В. Сталина реабилитирован.

## Биография
Выходец из бедной еврейской семьи, родился в 1900 году в Пинске (число и месяц рождения в настоящее время неизвестны).
Отец работал счетоводом в экспедиторской конторе фирмы Готлиб.
До 1915 года Яков Таубин — учащийся; после смерти отца — с 1915 по 1917 годы — рабочий.
В 1929 году поступил в Одесский институт технологии зерна и муки, на конструкторский факультет (не окончил).

### Карьера конструктора
В начале 1930-х годов увлёкся идеей создания автоматического гранатомёта.
В 1933 году для реализации своего замысла был направлен Главным военно-мобилизационным управлением на Ковровский инструментальный завод № 2. Позже группа специалистов во главе с Таубиным продолжила работу в Москве, где весной 1934 года было организовано самостоятельное конструкторское бюро — ОКБ-16 Наркомата вооружения, где в период с 1935 по 1938 годы под руководством Таубина был разработан первый в мире пехотный автоматический гранатомёт.
Гранатомёт Таубина имел калибр 40,6 мм и использовал боеприпасы, созданные на базе штатной винтовочной гранаты системы М. Г. Дьяконова. Это оружие имело магазинное питание и допускало стрельбу одиночными выстрелами и очередями, прямым огнём или по навесной траектории. Первоначально гранатомёт устанавливался на треножный станок, позднее — на лёгкий пехотный колёсный станок по типу станка для пулемёта «Максим».
Идея автоматического гранатомёта нашла противников в лице начальника Артиллерийского управления РККА Кулика и некоторых других военных руководителей. В 1937—1938 годах на сравнительных испытаниях миномётов и гранатомётов ротного звена гранатомёт Таубина был отвергнут, предпочтение было отдано, как более лёгкому, мобильному, дешёвому и надёжному 50-мм миномёту образца 1938 года конструкции Б. И. Шавырина, который и был принят на вооружение. В ноябре 1938 года были проведены морские испытания гранатомётной системы Таубина на бронекатере типа «Д» Днепровской военной флотилии. По их результатам Управление вооружения ВМФ заказало в январе 1939 года небольшую серию, но вскоре отказалось от этого заказа. В ограниченных количествах гранатомёт Таубина относительно успешно применялся Красной Армией в зимней войне с Финляндией, однако вскоре все работы по автоматическому гранатомёту были прекращены.
Таубиным совместно с ведущим конструктором ОКБ М. Н. Бабуриным также были разработаны проекты:
- 23-мм авиационная пушка МП-6[1][2] («мотор-пушка», она же ПТБ-23[3][4], «пушка Таубина-Бабурина» и БТ-23[1][5]. Использовалась на опытных модификациях штурмовика Ил-2[3] и истребителей И-21[6][7] и ЛаГГ-1[4]);
- «сухопутная» её модификация — 23-мм танковая ПТ-23ТБ («пушка танковая 23-мм системы Таубина-Бабурина»), для установки в танк Т-40 доработана А. Э. Нудельманом;
- 23-мм пехотная противотанково-зенитная;
- 12,7-мм авиационный пулемёт АП-12,7.

23-мм пушка и пулемёт не были доведены до законченного состояния в срок, что послужило одной из причин последовавших репрессий.

### Арест и гибель
16 мая 1941 года Таубин с несколькими сотрудниками был арестован по обвинению в «консервировании недоработанных образцов вооружения и в запуске в валовое производство технически недоработанных систем: 23-миллиметровой авиапушки, 12,7-мм пулемёта и других». После ареста Я. Г. Таубина руководителем ОКБ-16 стал А. Э. Нудельман, один из сотрудников конструкторского бюро.
28 октября 1941 года по заключению НКВД и Прокурора СССР от 17.10.1941 Яков Григорьевич Таубин расстрелян без суда в посёлке Барбыш в Куйбышевской области (ныне парк им. Гагарина в черте Самары).
Реабилитирован 20 декабря 1955 года.

### Семья
- Дочери — Лариса Яковлевна Бессонова (Таубина) и Нелли Яковлевна Алексеева (Таубина).
- Сын — Григорий Яковлевич Таубин. Внук Владимир Григорьевич Таубин (род. 1962). Внучка Дарья Григорьевна Таубина (род. 1970).

## Награды
20 мая 1940 года «за успешное освоение новых образцов вооружения» был награждён орденом Ленина.

## Память
- Под Самарой на месте расстрела установлен памятный знак, на котором начертано: «Установлен на месте захоронения жертв репрессий 30-40-х гг.»[8].